# Vliedberg (Vlijmen)

Statistische afbakening van Industriepark Vliedberg volgens het CBS (2008).
Zie ook Wijken en buurten in Heusden.

Vliedberg is een wijk van de plaats Vlijmen, onderdeel van de gemeente Heusden. In 1952 werd door de toenmalige gemeente Vlijmen besloten tot het inrichten van deze nieuwe wijk van Vlijmen. Bij de gemeentelijke herindeling van 1997 werd Vlijmen bij de gemeente Heusden gevoegd. De wijk telt ongeveer 4500 inwoners.

## Geografie
De wijk Vliedberg is volledig gelegen aan de zuidzijde van de A59, terwijl het grootste deel van Vlijmen (de dorpskern) aan de noordzijde van de A59 is gelegen.

## Geschiedenis
Vliedberg was oorspronkelijk een groot heideveld, verdeeld in de Lage Heide, Middelheide en Hoge Heide, die van elkaar werden gescheiden door het Hofpad en de Heisteeg. In het zuidwesten lag de Santberg, ook wel Konijnsberg genoemd. Dit was een terrein dat werd gebruikt als vluchtplaats bij een overstroming. De laatste maal gebeurde dat bij de dijkdoorbraak in 1880/1881. Vandaar ook de naam Vliedberg, vlieden is een synoniem voor vluchten. Tijdens de Tweede Wereldoorlog deed de Konijnenberg dienst om er geschut te plaatsen, eerst voor de Duitsers en later voor de Geallieerden. Ter herinnering aan deze Konijnsberg, is een van de eerste straten van de wijk Konijnenbergstraat genoemd.
In Vliedberg bevond zich sinds 1962 de modernistische Goddelijke Voorzienigheidskerk. Deze kerk is in 2015 gesloopt.

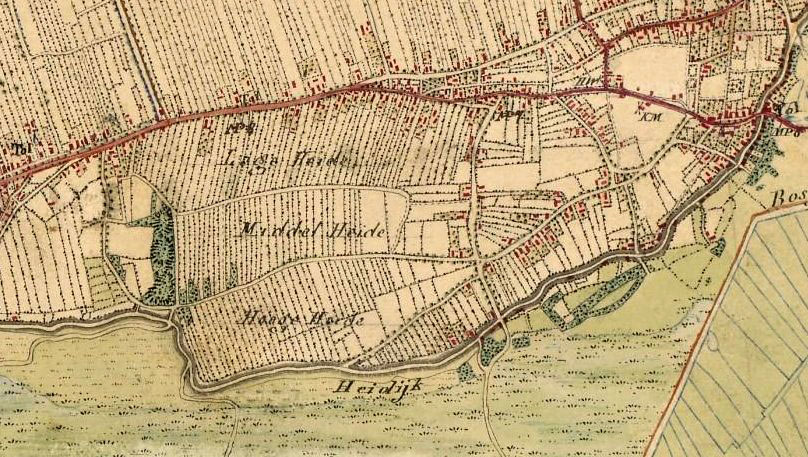
Vliedberg was oorspronkelijk een heideveld. Links is de Santberg te zien.(donkergroen)
Kaartje uit halverwege de 19e eeuw.

Dorpen: Doeveren · Drunen · Elshout · Haarsteeg · Hedikhuizen · Heesbeen · Herpt · Heusden · Nieuwkuijk · Oudheusden · Vlijmen

Buurtschappen en gehuchten: De Hoeven · Fellenoord · Giersbergen · Kuiksche Heide · Luttelherpt · Voordijk · Wolfshoek

Noord-Brabant: Steden en dorpen      Nederland: Provincies · Gemeenten